# Kanton Remire-Montjoly
Kanton Remire-Montjoly (francouzsky Canton de Remire-Montjoly) byl francouzský kanton v departementu Francouzská Guyana v regionu Francouzská Guyana. Byl tvořen pouze obcí Remire-Montjoly. Zrušen byl po reformě kantonů 2014.